# Бантри
Бантри (англ. Bantry; ирл. Beanntraí, (Бянтры)) — (малый) город в Ирландии, находится в графстве Корк (провинция Манстер).
Города-побратимы Бантри — Ла-Кросс (штат Висконсин, США) и французский город Пон-л'Аббе.
Железнодорожная станция в Бантри была открыта 22 октября 1892 года и закрыта 1 апреля 1961 года.

## История
Утверждается, что Бантри, как и другие области на юго-западном побережье Ирландии,  связан  древним святым шестого века Бренданом Мореплавателем. По ирландским преданиям святой Брендан был первооткрывателем Америки. К западу от города находится кладбище на месте францисканского мужского монастыря XV-го века, от самих построек монастыря ничего не осталось. Святая Каннера, жившая в шестом веке, также свазана с этим приходом, так как была отшельницей в этих местах.

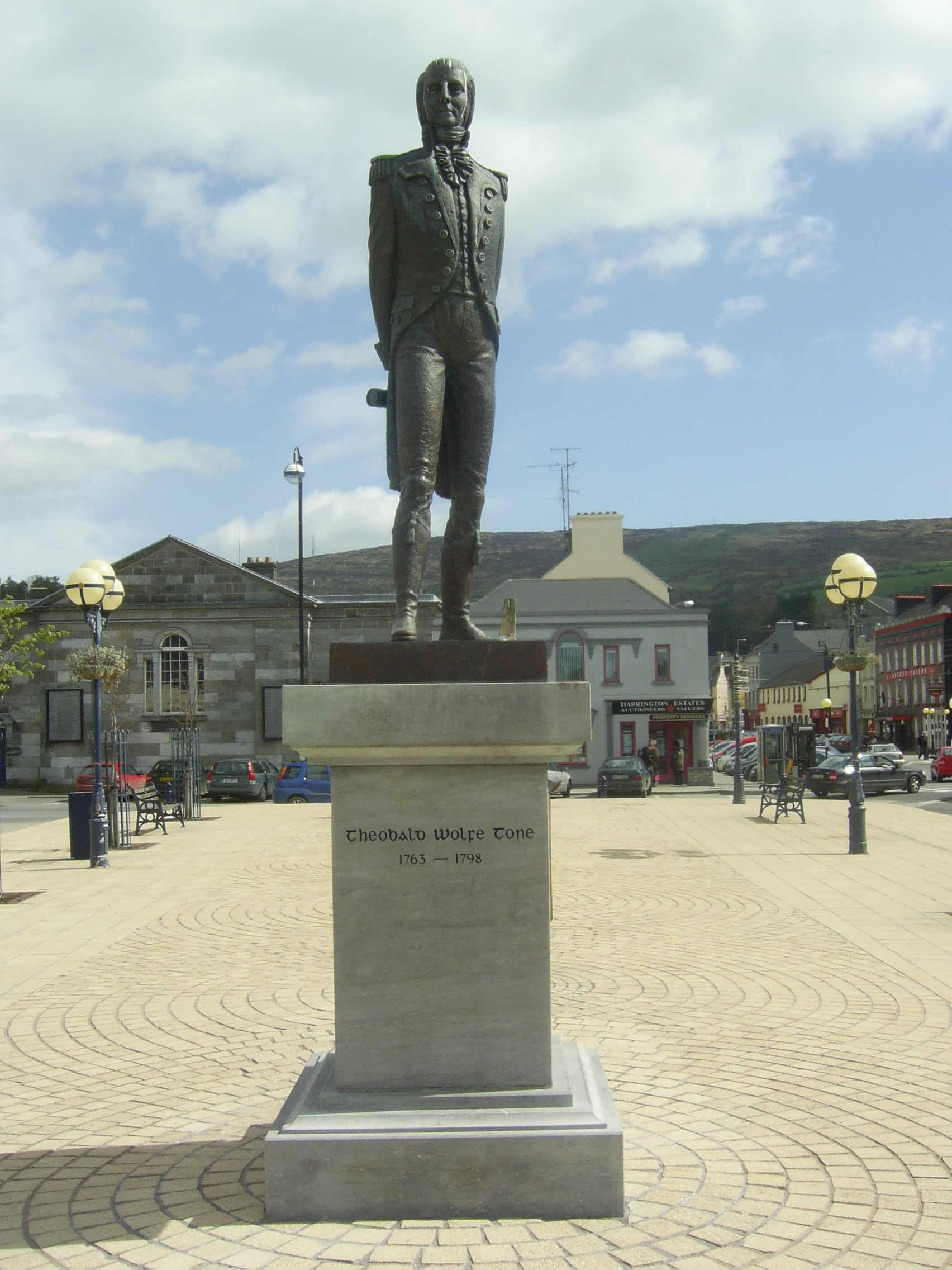
Статуя Теобальда Вульфа Тона также стоит в городе.

В прошлые века Бантри был базой для крупного промысла сардин и его посещали рыболовецкие флотилии из Испании, Франции и Нидерландов. Это был ещё очень маленький город,  когда в 1689 году офицер-якобит и будущий писатель Джон Стивенс описал его как «жалкое бедное место, вряд ли стоящее названия города», состоящий из «семи-восьми домишек и нескольких небольших усадеб». Площадь Вульфа Тона названа так в память Теобальда Вульфа Тона, лидера восстания 1798 года. В преддверии восстания уроженец Дублина Тон возглавил республиканское Общество объединённых ирландцев для того, чтобы, как он надеялся, восстание стало ирландским повторением недавней Французской революции. В достижении цели, свержения британского правления,  решающую помощь должны  были оказать французские республиканцы. Французский флот вторжения, известный как Французская экспедиция в Ирландию, вышел в сторону Бантри из Бреста  в 1796 году. Но сильные ветры, несогласованность действий и невозможность высадки при крайне неблагоприятных зимних условиях сделали миссию десанта невыполнимой. Местный землевладелец Ричард Уайт за усилия по подготовке обороны от французов в этом районе в 1797 году получил от благодарной британской администрации титул барона Бантри. В 1800 году он получил титул виконта, а в 1816 году он стал 1-м графом Бантри. Особняк и сады во владениях Дома Бэнтри на окраине города свидетельствуют о статусе семьи.

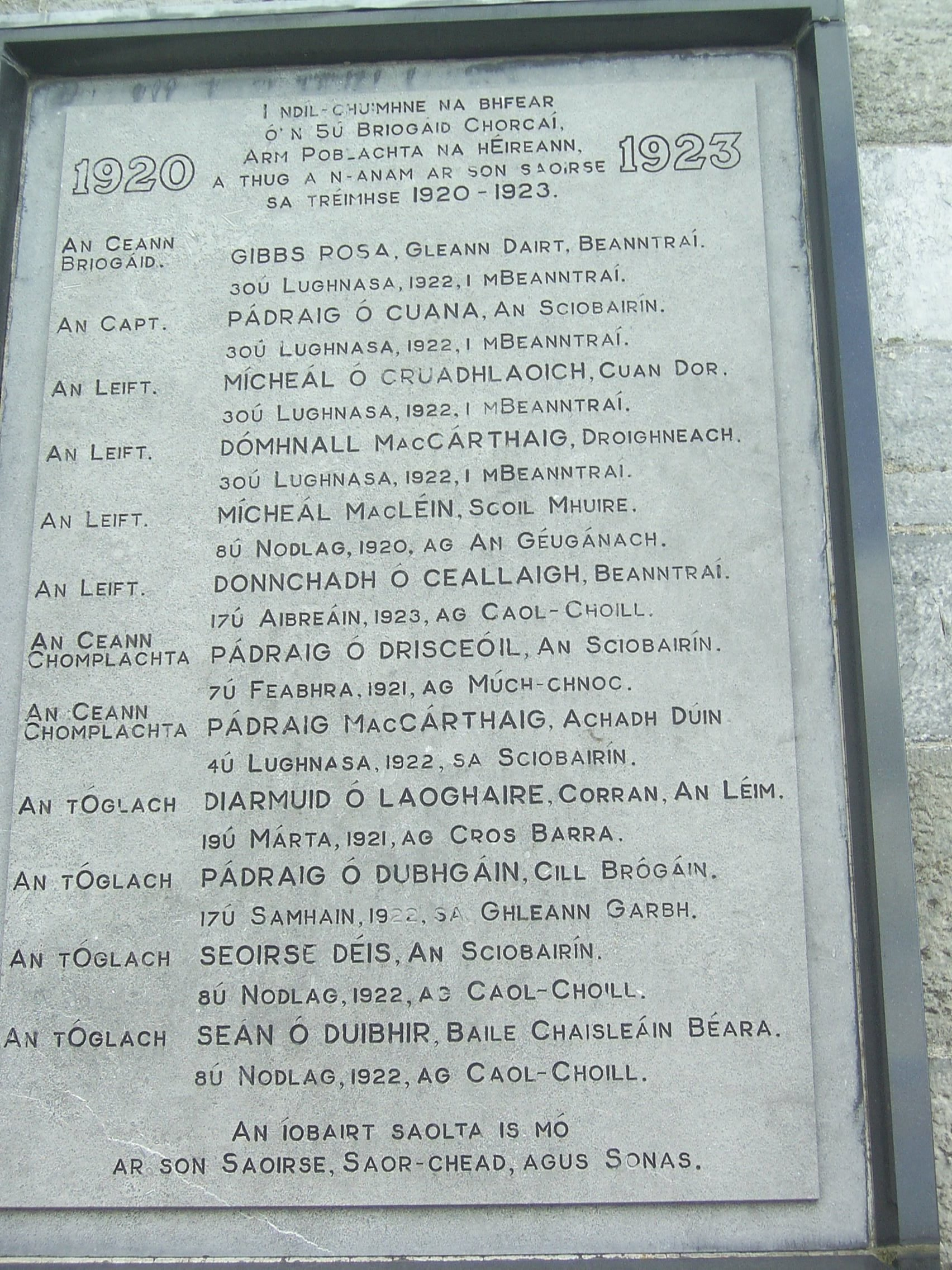
Мемориальная доска в честь Войны за независимость Ирландии

Во время войны за независимость Ирландии в Бантри действовали 5-я и 3-я корковские бригады Ирландской республиканской армии. Некоторые бойцы этих бригад продолжали действовать и во время последовавшей за ней Гражданской войны. Действия британских войск включали карательные бомбардировки нескольких зданий в городе. Имена тех, кто погиб между 1920 и 1923 годами «В защиту республики», перечислены на стене бывшего здания суда на площади Вульфа Тона.
В конце бухты находится остров Уидди, где располагался большой нефтяной терминал, первоначально принадлежавший Gulf Oil. 8 января 1979 года нефтяной танкер "Бетельгейзе" взорвался, в результате чего погибли все 42 члена экипажа, а также семь сотрудников терминала. Причал был серьёзно повреждён, но резервуары для хранения не пострадали. Тем не менее, 250 сотрудников терминала, одного из крупнейших работодателей региона, потеряли работу. Также было причинён значительный ущерб окружающей среде, и пострадала местная рыбная промышленность. Впоследствии местные предприниматели начали выращивать мидий в защищенных водах между Уидди и городом.

## Примечательные здания

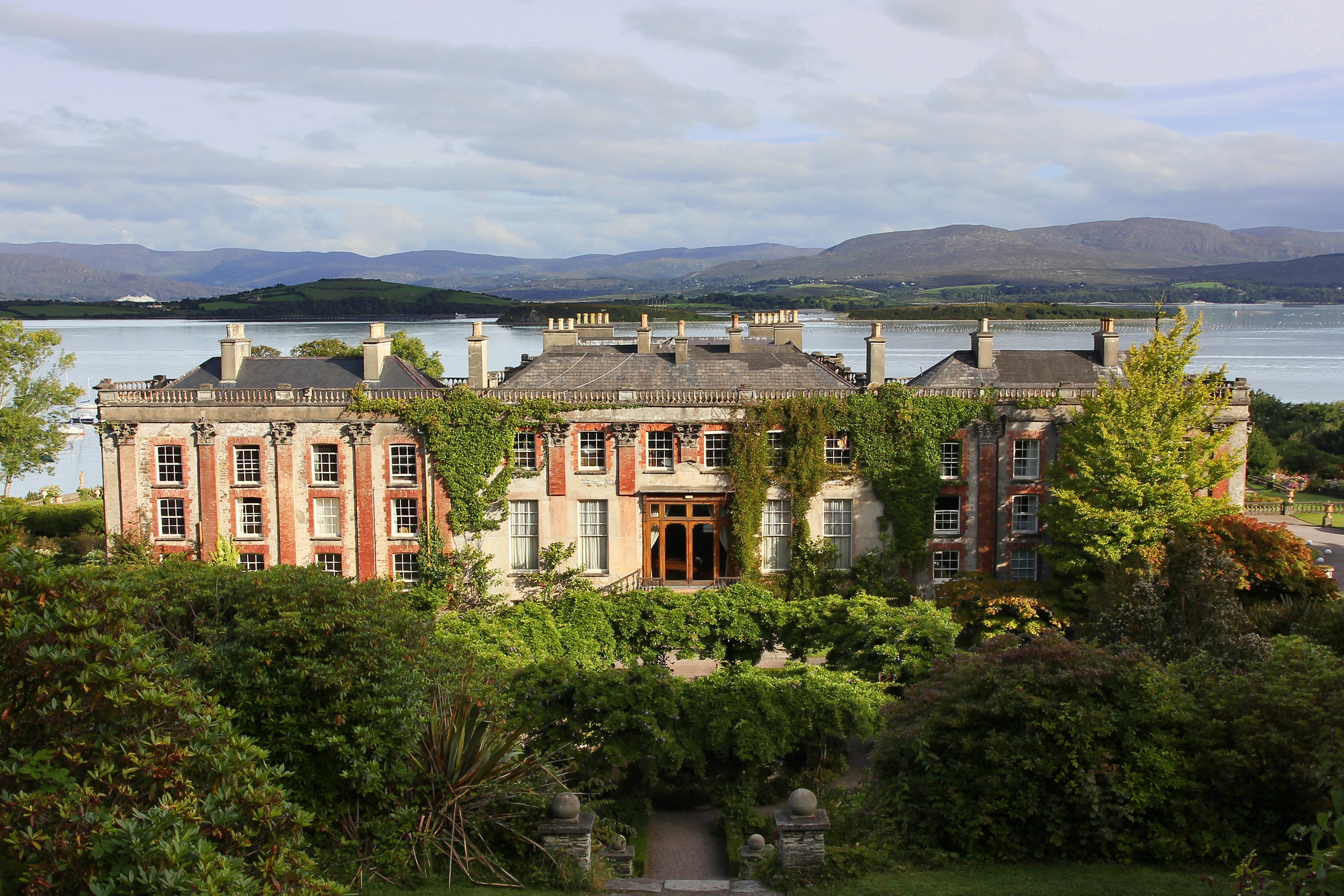
Дом Бантри построен примерно в 1700 году на южной стороне залива Бантри.

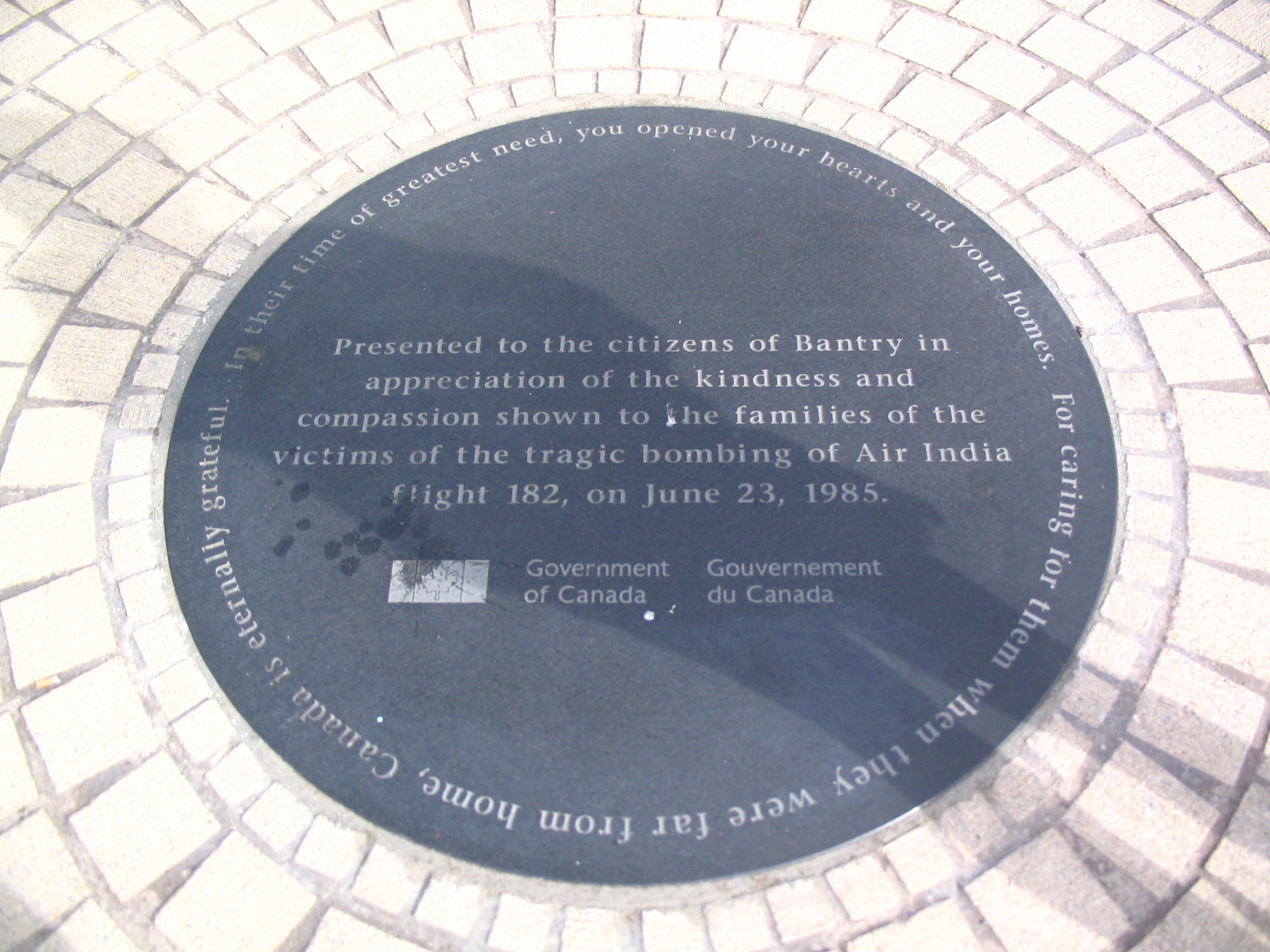
A памятная доска, подаренная гражданам Бантри правительством Канады за их доброту и сострадание к семьям жертв рейса 182 авиакомпании Air India.

Дом Бантри расположен к западу от города и с 1739 года является домом для семьи Уайтов, или графов Бантри. В доме находится ряд исторических преметов и картин, он окружен регулярным садом.
Другие достопримечательности включают закрытый рынок Бантри, а также приходские церкви католической и ирландской церкви. Публичная библиотека и полицейский участок - примеры современной городской архитектуры.

## Демография
Население — 3309 человек (по переписи 2006 года). В 2002 году население составляло 3150.
Данные переписи 2006 года:
| Общие демографические показатели |               |                               |                               |      |      |
| Всё население                    | Всё население | Изменения населения 2002—2006 | Изменения населения 2002—2006 | 2006 | 2006 |
| 2002                             | 2006          | чел.                          | %                             | муж. | жен. |
| 3150                             | 3309          | 159                           | 5,0                           | 1613 | 1696 |

В нижеприводимых таблицах сумма всех ответов (столбец «сумма»), как правило, меньше общего населения населённого пункта (столбец «2006»).
| Религия (Тема 2 — 5 : Число людей по религиям, 2006) |             |                |             |            |       |      |
| Католики, чел.                                       | Католики, % | Другая религия | Без религии | не указано | сумма | 2006 |
| 2770                                                 | 83,7        | 296            | 199         | 44         | 3309  | 3309 |

| Этно-расовый состав (Этничность. Тема 2 — 3 : Постоянное население по этническому или культурному происхождению, 2006) |            |              |       |        |        |            |       |       |
| Белые ирландцы | Лухт-шулта | Другие белые | Негры | Азиаты | Другие | Не указано | сумма | 2006  |
| 2567 | 28         | 432          | 24    | 61     | 49     | 43         | 3204  | 3309  |
| Доля от всех отвечавших на вопрос, %                                                                                   |            |              |       |        |        |            |       |       |
| 80,1 | 0,9        | 13,5         | 0,7   | 1,9    | 1,5    | 1,3        | 100   | 96,81 |

1 — доля отвечавших на вопрос о языке от всего населения.
| Владение ирландским языком (Тема 3 — 1 : Число людей от 3 лет и старше по способности говорить по-ирландски, 2006) |      |            |       |       |
| Владеете ли Вы ирландским языком?                                                                                  |      |            |       |       |
| Да | Нет  | Не указано | сумма | 2006  |
| 1378 | 1757 | 55         | 3190  | 3309  |
| Доля от всех отвечавших на вопрос о языке, %                                                                       |      |            |       |       |
| 43,2 | 55,1 | 1,7        | 100   | 96,41 |

1 — доля отвечавших на вопрос о языке от всего населения.
| Использование ирландского языка (Тема 3 — 2 : Говорящие по-ирландски от 3 лет и старше по частоте использования ирландского языка, 2006) |                                                            |                                               |                                               |                                               |                                               |                                               |       |                                     |      |
| Как часто и где Вы говорите по-ирландски?                                                                                                |                                                            |                                               |                                               |                                               |                                               |                                               |       |                                     |      |
| ежедневно, только в образовательных учреждениях                                                                                          | ежедневно, как в образовательных учреждениях, так и вне их | в других местах (вне образовательной системы) | в других местах (вне образовательной системы) | в других местах (вне образовательной системы) | в других местах (вне образовательной системы) | в других местах (вне образовательной системы) | сумма | всего, отвечавших на вопрос о языке | 2006 |
| ежедневно, только в образовательных учреждениях                                                                                          | ежедневно, как в образовательных учреждениях, так и вне их | ежедневно                                     | каждую неделю                                 | реже                                          | никогда                                       | не указано                                    | сумма | всего, отвечавших на вопрос о языке | 2006 |
| 388 | 30                                                         | 39                                            | 93                                            | 503                                           | 295                                           | 30                                            | 1378  | 3190                                | 3309 |
| Доля от всех отвечавших на вопрос о языке, %                                                                                             |                                                            |                                               |                                               |                                               |                                               |                                               |       |                                     |      |
| 12,2 | 0,9                                                        | 1,2                                           | 2,9                                           | 15,8                                          | 9,2                                           | 0,9                                           | 43,2  | 100                                 |      |

| Типы частных жилищ (Тема 6 — 1(a) : Число частных домовладений по типу размещения, 2006) |          |         |                 |            |       |      |
| Отдельный дом                                                                            | Квартира | Комната | Переносные дома | не указано | сумма | 2006 |
| 1066                                                                                     | 122      | 23      | 6               | 17         | 1234  | 3309 |

## Экономика
Основой экономики с конца XIX века является туризм. Ранее большую роль играла рыбная ловля и разведение моллюсков.
В Бантри расположено производстов фармацевтической компании Rowa Pharmaceutical Corporation.